# Ernst Grelle (Architekt)
Ernst August Friedrich Grelle (geboren 5. September 1855 in Hannover; gestorben 21. Juli 1920 ebenda) war ein deutscher Architekt, Baurat und vereidigter Schätzer. Er wirkte als Vertreter der Hannoverschen Architekturschule und Alpinist.

## Leben
Geboren 1855 in der Residenzstadt des damaligen Königreichs Hannover als Sohn des Schenkwirts Heinrich Ludwig Grelle und der Sophie Marie Grelle, geborenen Leoydt, wurde Ernst Grelle in der Marktkirche von Hannover evangelisch getauft. Er besuchte erst die Realschule und dann die hannoversche Höhere Bürgerschule. In der Gründerzeit des Deutschen Kaiserreichs studierte er von 1872 bis 1877 an der Polytechnischen Schule in Hannover als Schüler von unter anderem Conrad Wilhelm Hase.
Nach seinem Studium betrieb Grelle ein gemeinsames Architekturbüro mit Otto Bollweg. In einer Rezension im Centralblatt der Bauverwaltung wurde er bei den „Meistern der Hannoverschen Schule“ gelistet. 1912 wurde er zum Baurat ernannt. Grelle war Stadtbaupolizeiamts-Assistent und wirkte ab 1886 als beeideter Schätzer für Privat-Feuer-Versicherungs-Gesellschaften. Hierzu publizierte er 1911 sein Fachbuch über seine 25-jährige Erfahrung als Gebäudesachverständiger bei Brandschäden, das 1913 in einer verbesserten zweiten Auflage erschien.
Ebenfalls 1913 wurde Grelle zum Baurat ernannt.
Grelle war aktiver Alpinist und 1885 Gründungsmitglied der hannoverschen Sektion des Deutschen und Österreichischen Alpenvereins. Er war von 1889 bis 1892 Schriftführer der Sektion, Mitglied in der Baukommission und Sachverständiger bei Schutzhütten- und Wegebau.
Ernst Grelle starb im Alter von 64 Jahren und wurde am 24. Juli 1920 auf dem Neuen St.-Nikolai-Friedhof beigesetzt.

1888–1890 mit Otto Bollweg erbaute Fabrik für A. L. Bruns & Söhne

## Werke

### Bauten
- 1886, Hannover, mit Otto Bollweg:

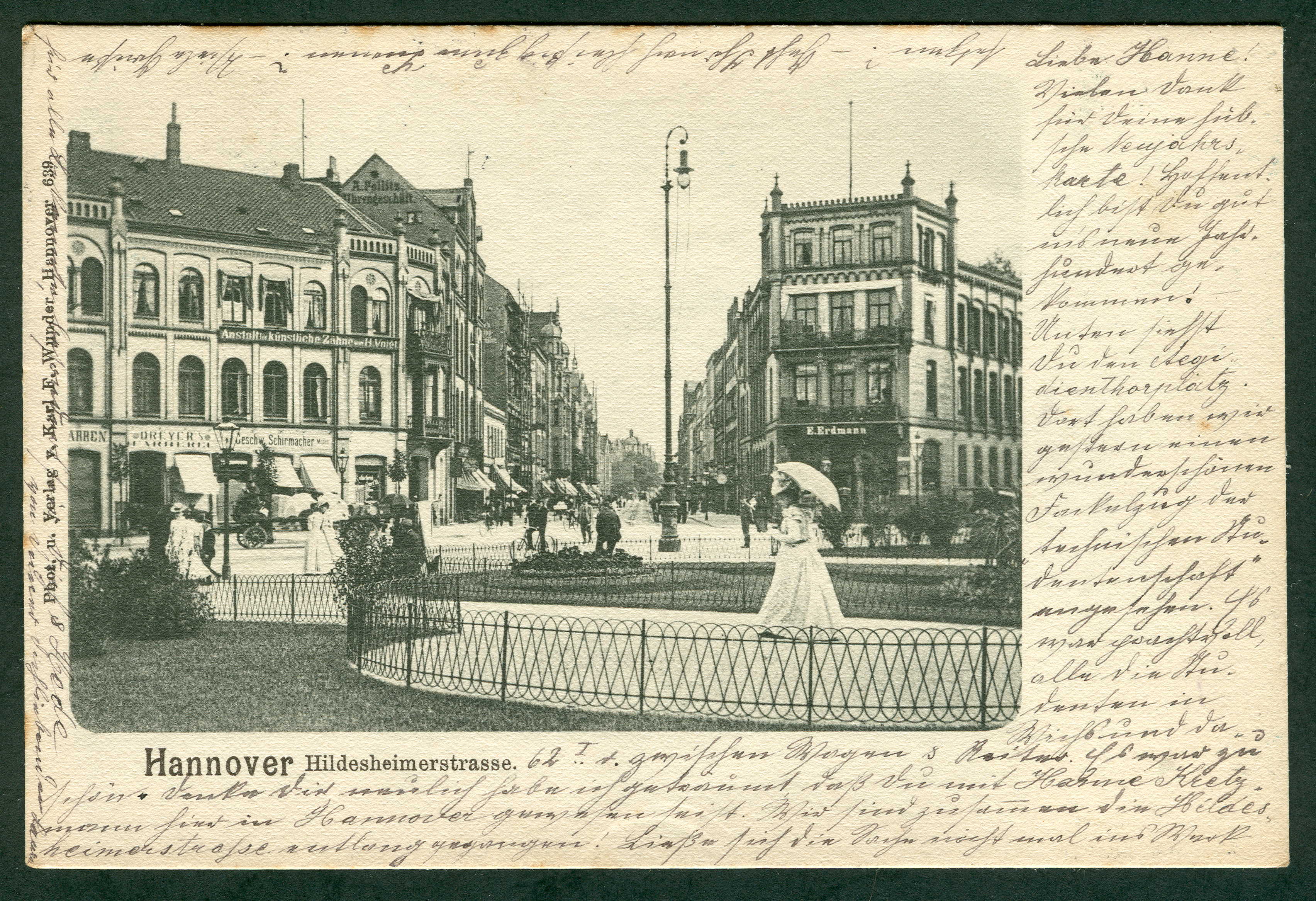
„Hildesheimerstraße 1“ (rechts);
Ansichtskarte 639 von Karl F. Wunder, um 1898

  - Große Packhofstraße 3 (früher und heute): Geschäfts- und Wohnhaus Pinthus; nicht erhalten[1]
  - Raschplatz 10 bzw. 20: Wohnhaus; nicht erhalten (Anfang des 21. Jahrhunderts Standort des Parkhauses hinter dem Hauptbahnhof)[1][7]
- 1888–1890, Hannover-Wülfel, mit Otto Bollweg: Hildesheimer Straße: Tabak-Fabrik A. L. Bruns & Söhne; nicht erhalten[1]
- 1889–1890, Hannover, mit Otto Bolweg: Deisterstraße 85 (früher): Fabrikgebäude der Bettfedernfabrik Thomasczik & Wengler[1]
- 1890, Hannover, mit Bollweg:
  - Große Packhofstraße 1 (früher): Wohn- und Geschäftshaus S. Frenkel; nicht erhalten[1]
  - Hildesheimer Straße 1: Wohn- und Geschäftshaus; nicht erhalten, heute Straßenfläche der verbreiterten Mündung der Hildesheimer Straße[1]
- 1891, Hannover: Allgemeine Deutsche Kochkunst-Ausstellung; Ausstellungs-Gestaltung[1]
- 1893, Hannover, mit Bollweg: Striehlstraße 13 Ecke Nordfelder Reihe (früher: Nordfelder Reihe 31 Ecke Striehlstraße, später: Striehlstraße 4): Mietshaus; nicht erhalten[1]
- 1898, Hannover: Allgemeine Deutsche Kochkunst- und Nahrungsmittel-Ausstellung, Ausstellungsgestaltung im Palmenhaus und im Konzerthaus[1]
- 1899–1901, Bad Münder, Hohe Egge; in Zusammenarbeit mit dem aus Hannover stammenden Architekten Brandes: Süntelturm (Aussichtsturm); Grundsteinlegung: 24. September 1899; Einweihung: 17. Mai 1901; erhalten[1]

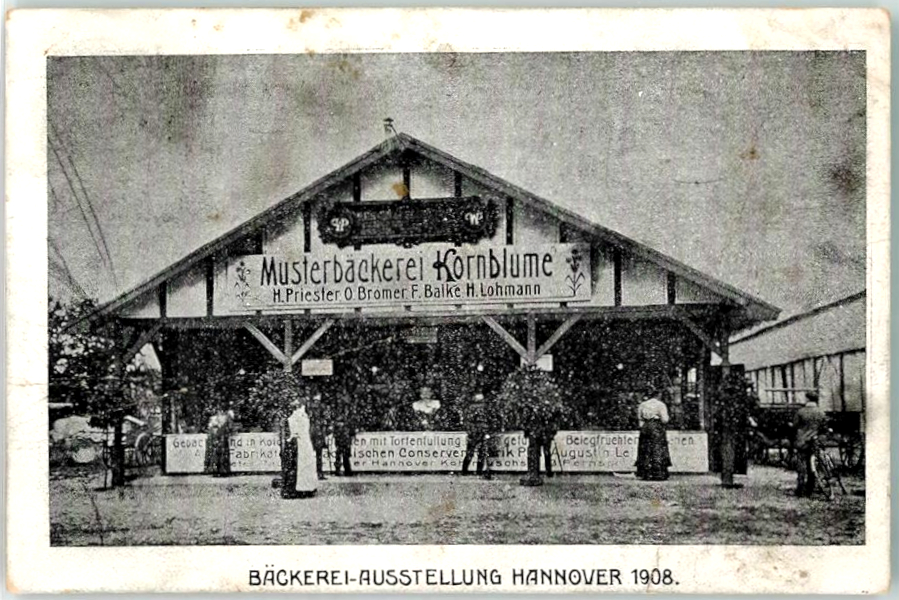
Ausstellungsbau für die „Musterbäckerei Kornblume“;
versandt am 12. August 1908 nach Pößneck

- 1908, Hannover: Ulanen-Reitplatz (»Hippodrom«) an der Nienburger Straße Ecke Schneiderberg (früher): Ausstellungsbauten für die Bäckerei-Ausstellung; nicht erhalten[1]

### Schriften
- Ernst Grelle: Erfahrungen eines Gebäudesachverständigen bei Brandschadenabschätzungen (= Abhandlungen aus dem Gebiet der Feuerversicherungswissenschaft, Bd. 4), Brandes, Hannover 1911; 2. verbesserte Auflage, Rechts-, staats- und sozialwissenschaftlicher Verlag, Hannover 1913